# Long Live Walter Jameson
"Long Live Walter Jameson" is een aflevering van de Amerikaanse televisieserie The Twilight Zone. Het scenario werd geschreven door Charles Beaumont.

## Plot

### Opening
You're looking at Act One, Scene One, of a nightmare, not restricted to witching hours or dark, rainswept nights. Professor Walter Jameson, popular beyond words, who talks of the past as if it were the present, who conjures up the dead as if they were alive. In the view of this man, Professor Samuel Kittridge, Walter Jameson has access to knowledge that couldn't come out of a volume of history, but rather from a book on black magic, which is to say that this nightmare begins at noon.
— Rod Serling

### Verhaal
Walter Jameson, een professor, bezit het geheim van de eeuwige jeugd en is verliefd op een vrouw genaamd Susanna Kittridge. Susans vader, Samuel, ontdekt echter Walters geheim wanneer hij hem herkent op een foto uit de Amerikaanse Burgeroorlog. Hij wil dat Walter zijn geheim met hem deelt, anders zal hij niet zijn toestemming geven voor het huwelijk tussen Walter en Susanna. Walter weigert.
Later wordt Walter neergeschoten door een oude dame; vermoedelijk een van zijn ex-vrouwen die hij in de steek heeft gelaten toen ze oud werden. Wanneer hij het schot hoort, rent Samuel naar het kantoor. Daar vindt hij enkel een hoopje as, alles wat over is van Walters lichaam.

### Slot
Last stop on a long journey, as yet another human being returns to the vast nothingness that is the beginning and into the dust that is always the end.
— Rod Serling

## Rolverdeling
- Kevin McCarthy: Walter Jameson
- Edgar Stehli: Prof. Samuel Kittridge
- Estelle Winwood: Laurette Bowen
- Dody Heath: Susanna Kittridge

## Achtergrond
De scène waarin Walter veroudert, werd gefilmd met een oude filmtruc. Op Kevin McCarthys gezicht werden met rode grime ouderdomsverschijnselen geschminkt. Deze werden in het begin van de scène verhuld door een rode lamp op McCarthy’s gezicht te richten en zichtbaar gemaakt door de rode lampen langzaam door groene te vervangen.